# آلیس میچل
آلیس جسی میچل (انگلیسی: Alice Jessie Mitchell؛ ۲۶ نوامبر ۱۸۷۲ – ۳۱ مارس ۱۸۹۸) زنی آمریکایی بود که به دلیل قتل معشوقه‌اش، فریدا وارد، شهرت یافت. در ۲۳ ژانویه ۱۸۹۲، میچلِ ۱۹ ساله، گلوی وارد ۱۷ ساله را برید. در نهایت، هیئت منصفه میچل را مجنون تشخیص داد؛ بنابراین میچل تا زمان مرگش در سال ۱۸۹۸، در یک بیمارستان روانی بستری شد.

## اوایل زندگی
آلیس میچل در ۲۶ نوامبر ۱۸۷۲ در ممفیس، تنسی به دنیا آمد. پدر و مادرش، جورج و ایزابلا میچل نام داشتند. آلیس هیچ‌گاه به اسباب‌بازی‌هایی که دختران جوان به آن‌ها علاقه داشتند، علاقه‌ای نشان نمی‌داد. او بیشتر به بازی روی تاب در حیاط خانه‌شان و همچنین بازی بیسبال و فوتبال علاقه داشت. آلیس چهار خواهر و برادر بزرگتر از خود داشت: برادرانش رابرت و فرانک و خواهرانش متی و ادی نام داشتند. او با برادرش، فرانک، نسبت به خواهر و برادران دیگرش، رابطهٔ صمیمی‌تری داشت. آن‌ها با هم تیله‌بازی و همچنین تیراندازی با تفنگ گلوله‌زنی را تمرین می‌کردند. آلیس به اسب‌ها نیز علاقه داشت و در مراقبت از اسب پدرش کمک می‌کرد. مادرش سعی کرد به او خیاطی و سوزن‌کاری یاد دهد، اما آلیس هرگز از انجام این کارها لذت نمی‌برد و نتوانست آنها را بیاموزد. آلیس برخلاف بیشتر دختران هم سن و سالش، در کودکی به پسرها علاقه‌ای نداشت. همچنین با بزرگتر شدنش، گاهی اوقات با مردان جوان رفتاری گستاخانه داشت.

## رابطه با فریدا وارد

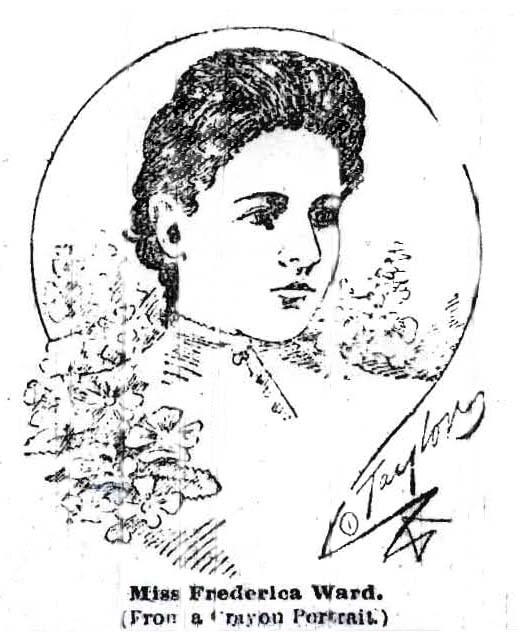
پرتره‌ای از فردریکا وارد در د کامرشل اپیل

آلیس و فریدا در مدرسهٔ دخترانهٔ هیگبی با هم آشنا شدند. آن‌ها در ابراز علاقه به یکدیگر بسیار آشکار رفتار می‌کردند و در حضور دیگران همدیگر را می‌بوسیدند، در آغوش می‌گرفتند و دست‌های هم را می‌گرفتند. در آن دوره، این رفتارها همجنس‌گرایانه تلقی نمی‌شد و دوستی‌های صمیمانه میان زنان با اصطلاح «چامینگ» در ممفیس شناخته می‌شد. با این حال، رابطهٔ آن‌ها فراتر از یک دوستی ساده و «چامینگ» بود و آلیس به‌شدت شیفتهٔ فریدا شده بود.
خانوادهٔ فریدا از ممفیس به منطقه‌ای در نزدیکی یک رودخانه در گولدداست، تنسی نقل مکان کردند. از آنجایی که آلیس و فریدا دیگر در یک شهر زندگی نمی‌کردند، فقط گهگاه یکدیگر را می‌دیدند. با این حال، وقتی یکی از آن‌ها برای دیدن دیگری به سفر می‌رفت، هفته‌ها با هم می‌ماندند. در طی آن مدت، آنها شب‌ها در یک تخت می‌خوابیدند. فریدا به اندازهٔ آلیس نسبت به رابطه‌شان جدی نبود و به دو مرد دیگر نیز علاقه داشت. سرانجام خواهر بزرگتر فریدا، ایدا وولکمر، فریدا را از ارتباط با آلیس منع کرد و به قرارهایشان پایان داد.
پس از آن، آلیس نقشه کشید که لباس مردانه بپوشد و خود را مرد جا بزند، با فریدا ازدواج کند و سپس با هم به سنت لوئیس بروند و در آنجا به‌عنوان زن و شوهر شروع به زندگی کنند. آلیس قصد داشت با نام مستعار آلوین جی. وارد، برای تأمین مخارج زندگی‌شان کار پیدا کند. فریدا این پیشنهاد را پذیرفت؛ اما این نقشه به وقوع نپیوست، چرا که ایدا وولکمر نامه‌های آن‌ها را، از جمله نامه‌ای که شامل این پیشنهاد بود، پیدا کرد. او سپس نامه‌ای به آلیس و مادرش ایزابلا فرستاد و به آلیس گفت که از فریدا دور بماند. پس از آنکه رابطهٔ آنها فاش شد، آلیس از آنجایی که اجازهٔ ملاقات فریدا را نداشت، دچار افسردگی شدیدی شد. او دیگر به‌ندرت با خانواده‌اش وقت می‌گذراند، شب‌ها بی‌خوابی می‌کشید و بسیار کم غذا می‌خورد. آلیس تمام وقت خود را صرف مرور خاطراتش با فریدا می‌کرد: او به عکس فریدا نگاه می‌کرد و نامه‌هایشان را بارها می‌خواند. آلیس اغلب رسیدها را با نام «فریدا وارد» امضا می‌کرد و ادعا می‌کرد که متوجه این کار خود نشده است.

## قتل فریدا وارد
فریدا به همراه خواهر بزرگترش، جو، و دوستش، کریستینا پورنل، برای مدتی به ممفیس سفر کرده بود. آنها روزی که قصد بازگشت به گولدداست را داشتند، در حال رفتن به سوی کشتی بخار اورا لی بودند. آلیس که سوار بر ارابه‌ای که دوستش، لیلی جانسون، آن را می‌راند در شهر به دنبال فریدا می‌گشت، در نهایت او را دید و روی یخ‌هایی که در حال ذوب شدن بودند، به سمت او رفت. آلیس تیغ پدرش را از جیبش بیرون آورد و صورت فریدا را با آن برید. جو با چترش به آلیس حمله کرد و سعی کرد از فریدا دفاع کند، اما موفق نشد. آلیس که از این کار جو خشمگین شده بود، ترقوهٔ او را نیز برید. سرانجام آلیس با تیغ گلوی فریدا را برید. او پس از کشتن فریدا، به ارابه بازگشت و به لیلی جانسون گفت که چه کرده است و همچنین تمایل خود را به خودکشی ابراز کرد. آلیس طبق پیشنهاد لیلی، نزد مادرش رفت و به کارش اعتراف کرد. مدتی بعد، آلیس و لیلی دستگیر شدند. لیلی متهم به این بود که از پیش از نقشهٔ آلیس آگاهی داشته، اما هیچ کاری برای جلوگیری از آن انجام نداده است. در نهایت لیلی با قرار وثیقه آزاد شد.
آلیس در تابستان همان سال محاکمه شد. هیئت منصفه او را «در حال حاضر مجنون» تشخیص داد، به این معنی که او پیش از قتل فریدا دچار جنون بوده است. آلیس طبق شهادت خودش، فریدا را به این دلیل به قتل رساند که به عقیدهٔ خود، اگر نمی‌توانست با فریدا ازدواج کند، دلیلی برای زندگی هیچ‌کدامشان وجود نداشت و همچنین فریدا نباید با شخص دیگری ازدواج می‌کرد. از آنجایی که آلیس مجنون تشخیص داده شد، تمام اتهامات علیه او رد شد و به بیمارستان وسترن استیت برای بیماران روانی واقع در بالور، تنسی انتقال یافت. او در سال ۱۸۹۸ درحالی که ۲۵ سال داشت، در آنجا درگذشت.

## در فرهنگ عامه
این پرونده با سرخط «جنایتی بسیار غیرطبیعی» در سراسر کشور پوشش داده شد.
مطبوعات زرد این پرونده را به‌شدت مورد پوشش قرار دادند و بدین سبب برای نخستین بار توجه عمومی به روابط جنسی زنان جلب شد و باعث شد موضوع همجنس‌گرایی زنانه وارد بحث‌های عمومی شود. این پرونده همچنین بر ادبیات عامیانهٔ آن دوره نیز تأثیر گذاشت و باعث شد زنان همجنس‌گرا به‌عنوان افرادی جانی و دارای ویژگی‌های مردانه به تصویر کشیده شوند. یکی از هویت‌هایی که برای زنان همجنس‌گرا مطرح شد، «لزبین مردنما» بود که باعث شکل‌گیری گفت‌وگوهایی دربارهٔ ابراز جنسیت شد.
در شرح پروندهٔ ارائه شده توسط وکلای مدافع میچل، او یک «تام‌بوی عادی» توصیف شده است. در دادگاه، وکلای میچل او را «مجنون» معرفی کردند و پرونده‌اش به جای دادگاه کیفری، برای بررسی وضعیت روانی او مورد رسیدگی قرار گرفت.
در سال ۲۰۱۱، در مجموعهٔ تلویزیونی زنان مرگبار شبکهٔ دیسکاوری اینوستیگیشن، داستان پروندهٔ میچل در قسمت «عشق مرگبار» به نمایش درآمد.
داستان زندگی میچل، همچنین موضوع کتاب آلیس + فریدا برای همیشه اثر الکسیس کو است. جنیفر کنت در حال حاضر در حال ساختن فیلمی با اقتباس از این کتاب است.

## واژه‌نامه
1. ↑  Freda Ward
2. ↑  George
3. ↑  Isabella
4. ↑  Robert
5. ↑  Frank
6. ↑  Mattie
7. ↑  Addie
8. ↑  Higbee
9. ↑  chumming
10. ↑  Ada Volkmar
11. ↑  Alvin J. Ward
12. ↑  Jo
13. ↑  Christina Purnell
14. ↑  Ora Lee
15. ↑  Lillie Johnson
16. ↑  Alice + Freda Forever
17. ↑  Alexis Coe